# Horsfieldia palauensis
Horsfieldia palauensis (лат.) — вид двудольных растений рода Horsfieldia семейства Мускатниковые (Myristicaceae). Растение впервые описано в 1932 году японским ботаником Канехирой.

## Распространение, описание
Считается эндемиком Палау; по другим данным вид распространён также на Кирибати.
Дерево; произрастает в низменных лесах.

## Замечания по охране
В 1998 году получил статус «near threatened» («близок к уязвимому положению») согласно данным Международного союза охраны природы.